# 서울논현초등학교
서울논현초등학교(서울論峴初等學校)는 대한민국 서울특별시 강남구에 있는 공립 초등학교이다.

## 학교 연혁
- 1972년 11월 23일:  서울논현국민학교 개교(설립인가 7월 20일)
- 1972년 11월 23일:  초대 이동섭 교장 취임
- 1976년 12월 1일:  제2대 전기현 교장 취임
- 1980년 9월 1일:  제3대 곽종현 교장 취임
- 1981년 3월 1일:  서울교육대학 부설 대용 부속초등학교
- 1986년 3월 1일:  제4대 임영철 교장 취임
- 1990년 9월 1일:  제5대 양동철 교창 취임
- 1995년 3월 1일:  제6대 김송원 교장 취임
- 1996년 3월 1일:  서울논현초등학교 개칭
- 1997년 3월 24일:  급식실 개관
- 1997년 10월 4일:  제2컴퓨터실 개관
- 1998년 7월 6일:  강남구청 지원 정보화교실 개설
- 1998년 9월 1일:  제7대 서현호 교장 취임
- 2000년 9월 1일:  제8대 이교량 교장 취임
- 2001년 11월 2일:  전자도서관 개관
- 2003년 12월 26일:  별관 교사 증축
- 2005년 3월 2일:  제9대 이광규 교장 취임
- 2007년 8월 14일:  제1과학실 현대화
- 2007년 8월 29일:  정보화 배움터 개관(민간참여 컴퓨터실 운영)
- 2007년 9월 1일:  제10대 김윤숙 교장 취임
- 2007년 11월 19일:  논현교육사랑 한마음 축제
- 2007년 12월 20일:  방송실 리모델링
- 2008년 6월 3일:  방송실 리모델링
- 2008년 9월 10일:  보건실 리모델링
- 2009년 2월 10일:  영어전용교실 2실 완공
- 2010년 1월 6일:  온종일학교 준공
- 2010년 6월 9일:  강남 발명교육센터 개관
- 2011년 3월 8일:  병설유치원 개원(56명)
- 2011년 6월 4일:  인조잔디운동장 개장
- 2011년 8월 26일:  논현교육문화관 개관식
- 2011년 9월 1일:  제11대 남조령 교장 부임
- 2016년 2월 5일:  제43회 졸업식(57명)
- 2017년 2월 17일:  제44회 졸업식(52명)
- 2017년 3월 1일:  제12대 이순임 교장 부임
- 2020년 2월 11일: 제47회 졸업식(55명)
- 2020년 3월 1일: 제 13대 박은미 교장 부임
- 2020년 12월 31일:  교육과정 우수학교 교육장 표창

## 참고 자료
- 서울논현초등학교 - 한국교육학술정보원 학교알리미